# 津田陽子
津田 陽子（つだ ようこ）は、日本のパティシエ。

## 経歴
1987年にフランスへ渡り、料理学校ル・コルドン・ブルー、エコール・ルノートルなどでお菓子作りを学ぶ。
1991年からお菓子教室を主宰。
京都市内にお菓子の店「ミディ・アプレミディ」、お菓子材料と器具のブティック「ミディ・アプレミディ ビス」を開く。ミディ・アプレミディはロールケーキ「フロール」が人気だった。
2018年、京都市に「洋菓子司tsudayoko」を開店。「菓道家」として教室を通じて、お菓子作りから生まれたあらゆる生き方に通じる「作法」を生徒に伝えている。

## 著書
- タルト—3つの基本のタルト生地とおいしく焼く秘訣 フランスで出会った本場の味を手作りで（1997年11月、ひかりのくに）
- くるくるロールケーキ（2002年5月、文化出版局）
- さくさくクッキー（2003年11月、文化出版局）
- 天板でしっとり焼き菓子（2004年11月、文化出版局）
- 今、すぐ作りたいお菓子「ガレット」（2006年11月、文化出版局）
- タルト私のとっておき（2008年4月、リトル・モア）
- ふんわりロールケーキ - 幸せのフロールとミニフロール（2009年6月、文化出版局)
- ひとつつまんで京都のおやつ（2010年3月、マガジンハウス）
- 津田陽子の100のおやつ（2012年3月、柴田書店）
- だから、おいしい！ - 津田陽子のお菓子教室ライブ（2012年4月、文藝春秋）
- 男子スイーツ塾！(2012年3月、柴田書店）＊著者表記無
- ふわふわシフォンケーキ - バターだからおいしい！（2013年6月、文化出版局）
- ミディ・アプレミディのお菓子（2014年12月、文化出版局）
- 津田陽子のパウンドケーキ - お菓子作りで楽しい週末を！（2016年2月、文化出版局)
- お菓子のかがく - ぐっとおいしくする、感じる力！(2019年2月、文化出版局）